# 阿日代
阿日代（法語：Hagedet，法語發音：[aʒdɛ]）是法国上比利牛斯省的一个市镇，属于塔布区。

## 地理
阿日代（43°31'7"N, 0°1'44"W）面积2.21 平方千米，位于法国奧克西塔尼大區上比利牛斯省，该省份为法国西南部内陆省份，北至热尔省，西接大西洋比利牛斯省，南与西班牙接壤，东临上加龙省。
与阿日代接壤的市镇（或旧市镇、城区）包括：苏布勒科斯、贝特拉克、科萨德里维耶尔、拉斯卡泽尔。

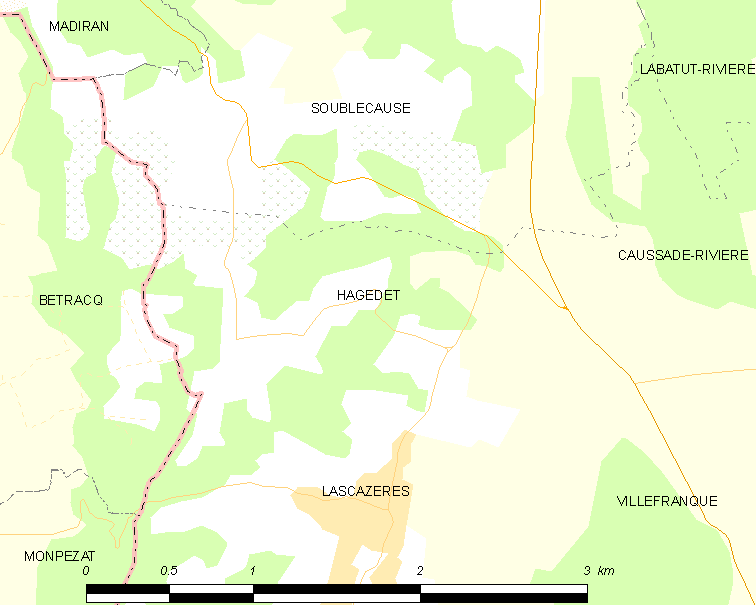
阿日代的OSM定位图

阿日代的时区为UTC+01:00、UTC+02:00（夏令时）。

## 行政
阿日代的邮政编码为65700，INSEE市镇编码为65215。

## 政治
阿日代所属的省级选区为阿杜尔河谷-吕斯唐-马迪拉奈县。

## 人口

1962-2008年间阿日代人口变化图示

阿日代于2022年1月1日时的人口数量为42人。